# Биритское муниципальное образование
Биритское муниципальное образование — муниципальное образование со статусом сельского поселения в Балаганском районе Иркутской области России. 
Административный центр — село Бирит.

## Демография
По результатам Всероссийской переписи населения 2010 года
численность населения муниципального образования составила 590 человек, в том числе 297 мужчин и 293 женщины.
| 2010 | 2011 | 2012 | 2013 | 2014 | 2015 | 2016 |
| ---- | ---- | ---- | ---- | ---- | ---- | ---- |
| 590  | →590 | ↘580 | ↘570 | ↘529 | ↗533 | ↘525 |
| 2017 |      |      |      |      |      |      |
| ↗528 |      |      |      |      |      |      |

## Населённые пункты
- село Бирит
- деревня Одиса